# Phaeophilacris deheyni
Phaeophilacris deheyni är en insektsart som beskrevs av Johann Heinrich Kaltenbach 1986. Phaeophilacris deheyni ingår i släktet Phaeophilacris och familjen syrsor. Inga underarter finns listade i Catalogue of Life.